# Halfautomatische versnellingsbak
Een halfautomatische versnellingsbak is een systeem waarbij de overbrengingen geregeld worden door elektronische sensoren op bevel van de bestuurder. Het grote verschil tussen een handgeschakelde transmissie en een halfautomatische versnellingsbak is dat er bij de laatste geen koppelingspedaal in de auto te vinden is. Vroeger werd dit door elektromechanische of elektrohydraulische systemen uitgevoerd, de Citroën DS was in 1955 al met een dergelijk systeem uitgerust. Tegenwoordig neemt de elektronica dit over.

## Gebruik
Men kent hierbij geen koppelingspedaal, maar ook het schakelpatroon is gewijzigd. De gewone schakelpook is, bij de meeste productiewagens, vervangen door een soort van stick. Deze beweegt men bijvoorbeeld naar voren om op te schakelen, naar achteren om een versnelling lager te gaan en naar rechts om achteruit te rijden. Deze stick stuurt dan vaak ook de driver aan die nodig is om de transmissie te besturen.

## Andere uitvoeringen
Van de Renault Twingo is een 'easy' optie leverbaar (geweest). Dit is een halfautomaat met een reguliere pook. De motor kan alleen maar worden gestart met de pook in neutraal. Daarna kan zonder extra handeling de pook in een versnelling gezet worden.
Als de bak in achteruit, 1e of 2e versnelling staat, wordt door licht gas te geven de koppeling vloeiend losgelaten. Als men sneller trapt, komt de koppeling ook veel sneller in werking. Als de bak in 3 of hoger staat, weerklinkt een pieptoon. Dit geluidssignaal gaat ook af als men bij ingeschakelde 3/4/5 gas geeft bij een snelheid onder de 20 km/h.
Schakelen gebeurt tijdens het rijden door de pook licht op spanning te zetten en dan het gas los te laten. De bak komt dan in de vrij en de koppeling wordt geactiveerd. Dit gaat zo snel dat de pook in één vloeiende beweging in de volgende versnelling gezet kan worden. Bij terugschakelen voelt men iets meer weerstand, exact zoals bij een volledig handgeschakelde wagen. Als de bak weer in een versnelling staat, wordt de koppeling automatisch weer losgelaten. Door dit eventueel op te vangen met wat gas bijgeven, kan het schakelen zeker zo vloeiend gaan als bij een voetbediende koppeling.

## Merknamen
- Quickshift - Renault
- 2-tronic - Peugeot
- Allshift, Twin Clutch SST - Mitsubishi
- C-Matic - Citroën (Citroën CX en Citroën GS)
- Easytronic - Opel
- Durashift EST - Ford
- Dualogic - Fiat
- MultiMode, SMT (Semi Manual Transmission) - Toyota
- I-SHIFT - Honda
- SensoDrive of EGS of BMP of ETG of EBv6 - Citroën
- Speedgear - Fiat
- Selespeed - Alfa Romeo, Fiat
- Softouch - Smart
- Sportronic - Mitsubishi
- Duo Select - Maserati
- Automatic Stickshift - Volkswagen
- Sequentronic - Mercedes-Benz
- SMG / SSG - BMW
- S-Tronic - Audi[1]
- DSG (Direct Shift Gearbox) - Seat, Škoda, Volkswagen[1]
- TCT - Alfa Romeo, Fiat
- DCT - Volkswagen, Bugatti, Koenigsegg
- PDK (Porsche Doppelkupplungs Getriebe) - Porsche
- AMT (Automated Manual Transmission) - Proton